# Các dân tộc tại Việt Nam
Hiện nay Việt Nam có 54 dân tộc và 1 nhóm "người nước ngoài". Bản Danh mục các dân tộc Việt Nam này được Tổng cục Thống kê Việt Nam của chính phủ Việt Nam đưa ra trong Quyết định số 121-TCTK/PPCĐ ngày 02 tháng 3 năm 1979.

## Dân số các dân tộc Việt Nam hiện nay
Theo số liệu điều tra dân số và nhà ở năm 2019, tổng số dân của Việt Nam vào thời điểm 0h ngày 01/4/2019 là 96.208.984 người, trong đó dân số nam là 47.881.061 người (chiếm 49,8%) và dân số nữ là 48.327.923 người (chiếm 50,2%). Với kết quả này, Việt Nam là quốc gia đông dân thứ 15 trên thế giới.
| Tổng số    | Tổng số    | Tổng số    | Thành thị  | Thành thị  | Thành thị  | Nông thôn  | Nông thôn  | Nông thôn  |
| ---------- | ---------- | ---------- | ---------- | ---------- | ---------- | ---------- | ---------- | ---------- |
| Chung      | Nam        | Nữ         | Chung      | Nam        | Nữ         | Chung      | Nam        | Nữ         |
| 96.208.984 | 47.881.061 | 48.327.923 | 33.122.548 | 16.268.095 | 16.854.453 | 63.086.436 | 31.612.966 | 31.473.470 |
| 100%       | 49.77%     | 50.23%     | 34.43%     | 16.91%     | 17.52%     | 65.57%     | 32.86%     | 32.71 %    |

54 dân tộc sống trên đất Việt Nam chia theo ngôn ngữ thì có 8 nhóm. Dân tộc đông người nhất là dân tộc Kinh, chiếm 85,32% dân số. Các dân tộc thiểu số đông dân nhất: Tày, Thái, Mường, Khmer, Hoa, Nùng, H'Mông, Dao, Người Jrai (Gia Rai), Ê Đê, Ba Na, Chăm, Sán Dìu, Ra Glai... Đa số các dân tộc này sống ở miền núi và vùng sâu vùng xa ở miền Bắc, Tây Nguyên, miền Trung và đồng bằng sông Cửu Long. Cuối cùng là các dân tộc Brâu, Ơ Đu và Rơ Măm chỉ có trên 300 người.

### Danh sách chi tiết
Số liệu dân số theo Kết quả toàn bộ Tổng điều tra Dân số và Nhà ở Việt Nam năm 2019.
| Hệ             | Nhóm       | Dân tộc          | Tên gọi khác                                              | Phần trăm dân số | Dân số     | Phân bổ |
| -------------- | ---------- | ---------------- | --------------------------------------------------------- | ---------------- | ---------- | --- |
| Hệ Nam Á       | Việt-Mường | Kinh             | Việt                                                      | 85,32%           | 82.085.826 | Khắp Việt Nam |
| Hệ Nam Á       | Việt-Mường | Mường            | Mol, Mual                                                 | 1,51%            | 1.452.095  | Hòa Bình (549.026 người, chiếm 64,28% dân số tỉnh), Thanh Hóa (376.340 người, chiếm 10,34% dân số tỉnh), Phú Thọ (218.404 người, chiếm 14,92% dân số tỉnh), Sơn La (84.676 người, chiếm 6,78% dân số tỉnh), Hà Nội (62.239 người), Ninh Bình (27.345 người) |
| Hệ Nam Á       | Việt-Mường | Thổ              | Kẹo, Mọn, Họ, Cuối, Đan Lai, Ly Hà, Tày Poọng             | 0,1%             | 91.430     | Nghệ An (71.420 người, chiếm 78,11% toàn bộ người Thổ ở Việt Nam), Thanh Hóa (11.470 người, chiếm 12,55% toàn bộ người Thổ ở Việt Nam) |
| Hệ Nam Á       | Việt-Mường | Chứt             | Xá La Vàng, Chà Củi, Tắc Củi, Mày, Sách, Mã Liềng, Rục    | 0,01%            | 7.513      | Quảng Bình (6.572 người, chiếm 87,5% toàn bộ người Chứt ở Việt Nam) |
| Hệ Nam Á       | Bahnar     | Ba Na            | Bơ Nâm, Roh, Kon Kde, Gơlar, Kriem, Jơlơng, Rơ Ngao, Tơlô | 0,3%             | 286.910    | Gia Lai (189.367 người, chiếm 12,51% dân số tỉnh và 66,00% toàn bộ người Ba Na ở Việt Nam), Kon Tum (68.799 người, chiếm 12,73% dân số tỉnh và 23,98% toàn bộ người Ba Na ở Việt Nam), Bình Định (21.650 người, chiếm 1,46% dân số tỉnh và 7,55% toàn bộ người Ba Na ở Việt Nam) |
| Hệ Nam Á       | Bahnar     | Xơ Đăng          | Kmrâng, H'Đang, Con Lan, Brila, Ca Dong, Tơ-dra           | 0,22%            | 212.277    | Kon Tum (133.17 người, chiếm 24,63% dân số tỉnh và 62,71% toàn bộ người Xơ Đăng ở Việt Nam), Quảng Nam (47.268 người, chiếm 22,27% toàn bộ người Xơ Đăng ở Việt Nam), Quảng Ngãi (19.690 người), Đắk Lắk (9.818 người) |
| Hệ Nam Á       | Bahnar     | Cơ Ho            | Kaho, Kơ Ho, Koho, K'Ho                                   | 0,21%            | 200.800    | Lâm Đồng (175.531 người, chiếm 13,53% dân số tỉnh và 87,42% toàn bộ người Cơ Ho ở Việt Nam), Bình Thuận (13.531 người, 6,74% toàn bộ người Cơ Ho ở Việt Nam) |
| Hệ Nam Á       | Bahnar     | H'rê             | Chăm Rê, Thạch Bích                                       | 0,16%            | 149.460    | Quảng Ngãi (133.103 người, chiếm 89,06% toàn bộ người Hrê ở Việt Nam), Bình Định (11.112 người, 7,43% toàn bộ người Hrê ở Việt Nam) |
| Hệ Nam Á       | Bahnar     | M'Nông           |                                                           | 0,13%            | 127.334    | Đăk Nông (50.718 người, chiếm 39,83% toàn bộ người M'Nông ở Việt Nam), Đăk Lăk (48.505 người, chiếm 38,09% toàn bộ người M'Nông ở Việt Nam), Bình Phước (10.879 người), Lâm Đồng (10.517 người) |
| Hệ Nam Á       | Bahnar     | Xtiêng           | Xa Điêng, Tà Mun                                          | 0,1%             | 100.752    | Bình Phước (96.649 người, chiếm 95,93% toàn bộ người Xtiêng ở Việt Nam) |
| Hệ Nam Á       | Bahnar     | Giẻ Triêng       | Giang Rẫy, Brila, Cà Tang, Doãn                           | 0,07%            | 63.322     | Kon Tum (39.515 người, chiếm 62,40% toàn bộ người Giẻ Triêng ở Việt Nam), Quảng Nam (23.222 người, chiếm 36,67% toàn bộ người Giẻ Triêng ở Việt Nam) |
| Hệ Nam Á       | Bahnar     | Châu Mạ          | Mạ                                                        | 0,05%            | 50.322     | Lâm Đồng (38,523 người, chiếm 76.55% toàn bộ người Châu Mạ ở Việt Nam), Đắk Nông (8,087 người), Đồng Nai (2,695 người) |
| Hệ Nam Á       | Bahnar     | Co               | Trầu, Cùa, Col                                            | 0,04%            | 40.442     | Quảng Ngãi (33.227 người, chiếm 82,16% toàn bộ người Co), Quảng Nam (6.479 người) |
| Hệ Nam Á       | Bahnar     | Chơ Ro           | Châu Ro, Dơ Ro                                            | 0,03%            | 29.520     | Đồng Nai (16.738 người, chiếm 56,70% toàn bộ người Chơ Ro ở Việt Nam), Bà Rịa-Vũng Tàu (8.079 người), Bình Thuận (3.777 người) |
| Hệ Nam Á       | Bahnar     | Rơ Măm           |                                                           | <0,005%          | 639        | Kon Tum (577 người, chiếm 90,30% toàn bộ người Rơ Măm ở Việt Nam) |
| Hệ Nam Á       | Bahnar     | Brâu             | Brao                                                      | <0.005%          | 525        | Kon Tum (497 người, chiếm 94,67% toàn bộ người Brâu ở Việt Nam), thành phố Hồ Chí Minh (8 người), Đồng Nai (4 người) |
| Hệ Nam Á       | Cơ Tu      | Bru - Vân Kiều   | Bru, Vân Kiều, Ma Coong, Khùa, Trì                        | 0,1%             | 94.598     | Quảng Trị (69.785 người, chiếm 73,77% toàn bộ người Bru - Vân Kiều ở Việt Nam), Quảng Bình (18.575 người, chiếm 19,64% toàn bộ người Bru - Vân Kiều ở Việt Nam), Đăk Lăk (3.563 người) |
| Hệ Nam Á       | Cơ Tu      | Cơ Tu            | Ca Tu, Ca Tang, Cao, Hạ                                   | 0,08%            | 74.173     | Quảng Nam (55.091 người, chiếm 74,7% toàn bộ người Cơ Tu ở Việt Nam), Thừa Thiên-Huế (16.719 người, chiếm 22,54% toàn bộ người Cơ Tu ở Việt Nam) |
| Hệ Nam Á       | Cơ Tu      | Tà Ôi            | Tôi Ôi, Ta Hoi, Ta Ôih, Tà Uất, A tuất, Pa Cô             | 0,05%            | 52.356     | Thừa Thiên-Huế (34.967 người, chiếm 66,79% toàn bộ người Tà Ôi ở Việt Nam), Quảng Trị (16.446 người, chiếm 31,41% toàn bộ người Tà Ôi ở Việt Nam) |
| Hệ Nam Á       | Khơ Mú     | Khơ Mú           | Xá Cẩu, Pu Thênh, Tày Hạy, Việt Cang, Khá Klậu, Tênh      | 0,09%            | 90.612     | Nghệ An (43.139 người, chiếm 47,61% toàn bộ người Khơ Mú ở Việt Nam), Điện Biên (19.785 người, chiếm 21,83% toàn bộ người Khơ Mú ở Việt Nam), Sơn La (15.783 người), Lai Châu (7.778 người), Yên Bái (1.539 người) |
| Hệ Nam Á       | Khơ Mú     | Xinh Mun         | Puộc, Pụa, Xá                                             | 0,03%            | 29.503     | Sơn La (27.031 người, chiếm 91,62% toàn bộ người Xinh Mun ở Việt Nam), Điện Biên (2.285 người) |
| Hệ Nam Á       | Khơ Mú     | Ơ Đu             | Tày Hạt                                                   | <0,005%          | 428        | Nghệ An (411 người, chiếm 96,03% toàn bộ người Ơ Đu ở Việt Nam) |
| Hệ Nam Á       | Khmer      | Khmer            | Miên                                                      | 1,37%            | 1.319.652  | Sóc Trăng (362.029 người, chiếm 30,18% dân số tỉnh và 27,43% toàn bộ người Khmer ở Việt Nam), Trà Vinh (318.231 người, chiếm 31,53% dân số tỉnh và 24,11% toàn bộ người Khmer ở Việt Nam), Kiên Giang (211.282 người, chiếm 12,26% dân số tỉnh và 16,01% toàn bộ người Khmer ở Việt Nam), An Giang (75.878 người), Bạc Liêu (73.968 người), Bình Dương (65.233 người), thành phố Hồ Chí Minh (50.422 người), Cà Mau (26.110 người), Đồng Nai (23.560 người), Vĩnh Long (22.630 người) |
| Hệ Nam Á       | Palaung    | Kháng            | Xá Khao, Xá Đón, Xá Tú Lăng                               | 0,02%            | 16.180     | Sơn La (9.830 người, chiếm 60,75% toàn bộ người Kháng ở Việt Nam), Điện Biên (5.224 người, chiếm 32,29% toàn bộ người Kháng ở Việt Nam) |
| Hệ Nam Á       | Mảng       | Mảng             | Mảng Ư, Xá Lá Vàng, Niễng O, Xa Mãng, Xá Cang Lai         | <0,005%          | 4.650      | Lai Châu (4.501 người, chiếm 96,78% toàn bộ người Mảng ở Việt Nam) |
| Hệ Kra-Dai     | Thái       | Thái             | Táy, các nhóm: Thái Trắng, Thái Đen, Thái Đỏ              | 1,89%            | 1.820.950  | Sơn La (669.265 người, 53,61% dân số tỉnh), Nghệ An (338.559 người), Thanh Hóa (247.817 người), Điện Biên (213.714 người), Lai Châu (142.898 người) |
| Hệ Kra-Dai     | Thái       | Tày              | Thổ                                                       | 1,92%            | 1.845.492  | Lạng Sơn (282.014 người), Cao Bằng (216.577 người, 40,84% dân số tỉnh), Tuyên Quang (205.624 người), Hà Giang (192.702 người) |
| Hệ Kra-Dai     | Thái       | Nùng             |                                                           | 1,13%            | 1.083.298  | Lạng Sơn (335.316 người, chiếm 42,90% dân số tỉnh và 30,95% toàn bộ người Nùng ở Việt Nam), Cao Bằng (158.114 người, chiếm 29,81% dân số tỉnh và 14,60% toàn bộ người Nùng ở Việt Nam), Bắc Giang (95.806 người), Thái Nguyên (81.740 người), Hà Giang (81.478 người), Đắk Lắk (75.857 người) |
| Hệ Kra-Dai     | Thái       | Sán Chay         | Mán, Cao Lan - Sán Chỉ, Hờn Bạn, Hờn Chùng, Sơn Tử        | 0,21%            | 201.398    | Tuyên Quang (70.636 người, chiếm 35,07% toàn bộ người Sán Chay ở Việt Nam), Thái Nguyên (39.472 người, chiếm 19,60% toàn bộ người Sán Chay ở Việt Nam), Bắc Giang (30.283 người), Quảng Ninh (16.346 người) |
| Hệ Kra-Dai     | Thái       | Giáy             | Nhắng, Giắng, Sa Nhân, Pấu Thỉn, Chủng Chá, Pu Năm        | 0,07%            | 67.858     | Lào Cai (33.119 người, chiếm 48,81% toàn bộ người Giáy ở Việt Nam), Hà Giang (17.392 người, chiếm 25,63% toàn bộ người Giáy ở Việt Nam), Lai Châu (12.932 người, chiếm 19,06% toàn bộ người Giáy ở Việt Nam), Yên Bái (2.634 người) |
| Hệ Kra-Dai     | Thái       | Lào              | Lào Bốc, Lào Nọi                                          | 0,02%            | 17.532     | Lai Châu (6.922 người, chiếm 39,48% toàn bộ người Lào ở Việt Nam), Điện Biên (5.152 người, chiếm 29,39% toàn bộ người Lào ở Việt Nam), Sơn La (4.134 người, chiếm 23,58% toàn bộ người Lào ở Việt Nam) |
| Hệ Kra-Dai     | Thái       | Lự               | Lừ, Duôn, Nhuồn                                           | 0,01%            | 6.757      | Lai Châu (6.693 người, chiếm 99,05% toàn bộ người Lự ở Việt Nam) |
| Hệ Kra-Dai     | Thái       | Bố Y             | Chủng Chá, Trung Gia, Pầu Y, Pủ Dí                        | <0,005%          | 3.232      | Lào Cai (1.925 người, chiếm 59,56% toàn bộ người Bố Y ở Việt Nam), Hà Giang (1.161 người, chiếm 35,93% toàn bộ người Bố Y ở Việt Nam) |
| Hệ Kra-Dai     | Kra        | La Chí           | Thổ Đen, Cù Tê, Xá, La Ti, Mán Chí                        | 0,02%            | 15.126     | Hà Giang (13.828 người, chiếm 91,42% toàn bộ người La Chí ở Việt Nam) |
| Hệ Kra-Dai     | Kra        | La Ha            | Xá Khao, Xá Cha, Xá La Nga                                | 0,01%            | 10.157     | Sơn La (10.015 người, chiếm 98,60% toàn bộ người La Ha ở Việt Nam) |
| Hệ Kra-Dai     | Kra        | Cờ Lao           |                                                           | <0,005%          | 4.003      | Hà Giang (2.922 người, chiếm 73,00% toàn bộ người Cờ Lao ở Việt Nam) |
| Hệ Kra-Dai     | Kra        | Pu Péo           | Ka Bẻo, Pen Ti Lô Lô, La Quả, Mán                         | <0,005%          | 903        | Hà Giang (771 người, chiếm 85,38% toàn bộ người Pu Péo ở Việt Nam) |
| Hệ H'Mông-Miền | H'Mông     | H'Mông           | Mông, Mèo, Mẹo, Mán, Miêu                                 | 1,45%            | 1.393.547  | Hà Giang (292.677 người), Điện Biên (228.279 người), Sơn La (200.480 người), Lào Cai (183.172 người), Lai Châu (110.323 người), Yên Bái (107.049 người) |
| Hệ H'Mông-Miền | H'Mông     | Pà Thẻn          | Pà Hưng, Mán Pa Teng, Tống                                | 0,01%            | 8.248      | Hà Giang (6.502 người, chiếm 78,83% toàn bộ người Pà Thẻn ở Việt Nam), Tuyên Quang (1.258 người, chiếm 15,25% toàn bộ người Pà Thẻn ở Việt Nam) |
| Hệ H'Mông-Miền | Miền       | Dao              | Mán, Động, Trại, Dìu, Miến, Kiêm, Kìm Mùn                 | 0,93%            | 891.151    | Hà Giang (127.181 người, chiếm 14,27% toàn bộ người Dao ở Việt Nam), Tuyên Quang (105.359 người), Lào Cai (104.045 người), Yên Bái (101.223 người), Quảng Ninh (73.591 người) |
| Hệ Nam Đảo     | Chăm       | Gia Rai          | Jarai, Ană Krai                                           | 0,53%            | 513.930    | Gia Lai (459.738 người, chiếm 30,37% dân số tỉnh và 89,46% toàn bộ người Gia Rai ở Việt Nam), Kon Tum (25.883 người), Đắk Lắk (20.495 người) |
| Hệ Nam Đảo     | Chăm       | Êđê              | Ra đê                                                     | 0,41%            | 398.671    | Đăk Lăk (351.278 người, chiếm 18,79% dân số tỉnh và 88,11% toàn bộ người Ê Đê ở Việt Nam), Phú Yên (25.225 người) |
| Hệ Nam Đảo     | Chăm       | Chăm             | Chiêm Thành, Chăm Pa, Hời, Chàm                           | 0,19%            | 178.948    | Ninh Thuận (67.517 người, chiếm 37,73% toàn bộ người Chăm ở Việt Nam), Bình Thuận (39.557 người, chiếm 22,11% toàn bộ người Chăm ở Việt Nam), Phú Yên (22.813 người), An Giang (11.171 người), thành phố Hồ Chí Minh (10.509 người), Đồng Nai (8.603 người), Bình Định (6.364 người) |
| Hệ Nam Đảo     | Chăm       | Ra Glai          | Ra Glay, O Rang, Glai, Rô Glai, Radlai                    | 0,15%            | 146.613    | Ninh Thuận (70,366 người, chiếm 48.00% toàn bộ người Ra Glai ở Việt Nam), Khánh Hòa (55,844 người, chiếm 38.09% toàn bộ người Ra Glai ở Việt Nam), Bình Thuận (17,382 người) |
| Hệ Nam Đảo     | Chăm       | Chu Ru           | Chơ Ru, Kru                                               | 0,02%            | 23.242     | Lâm Đồng (22.473 người, chiếm 96,70% toàn bộ người Chu Ru ở Việt Nam) |
| Hệ Hán-Tạng    | Hán        | Hoa              | Tiều, Hán                                                 | 0,78%            | 749.466    | Thành phố Hồ Chí Minh (382.826 người, chiếm 51,08% toàn bộ người Hoa ở Việt Nam), Đồng Nai (87.497 người), Sóc Trăng (62.389 người), Kiên Giang (24.051 người), Bắc Giang (20.225 người), Bình Dương (17.993 người) |
| Hệ Hán-Tạng    | Hán        | Sán Dìu          | Trại, Trại Đát, Sán Rợ, Mán quần cộc, Mán váy xẻ          | 0,19%            | 183.004    | Thái Nguyên (56.477 người, chiếm 30,86% toàn bộ người Sán Dìu ở Việt Nam), Vĩnh Phúc (46.222 người, chiếm 25,26% toàn bộ người Sán Dìu ở Việt Nam), Bắc Giang (33.846 người), Quảng Ninh (20.669 người) |
| Hệ Hán-Tạng    | Hán        | Ngái             | Sán Ngái                                                  | <0,005%          | 1.649      | Thái Nguyên (800 người, chiếm 48,51% toàn bộ người Ngái ở Việt Nam), Bình Thuận (188 người, chiếm 11,40% toàn bộ người Ngái ở Việt Nam) |
| Hệ Hán-Tạng    | Tạng-Miến  | Hà Nhì           | U Ní, Xá U Ní, Hà Nhì Già                                 | 0,03%            | 25.539     | Lai Châu (15.952 người, chiếm 62,46% toàn bộ người Hà Nhì ở Việt Nam), Lào Cai (4.661 người), Điện Biên (4.555 người) |
| Hệ Hán-Tạng    | Tạng-Miến  | Phù Lá           | Phú Lá, Xá Phó                                            | 0,01%            | 12.471     | Lào Cai (10.293 người, chiếm 82,54% toàn bộ người Phù Lá ở Việt Nam), Yên Bái (968 người) |
| Hệ Hán-Tạng    | Tạng-Miến  | La Hủ            | Xá Lá Vàng, Khổ Thông                                     | 0,01%            | 12.113     | Lai Châu (12.002 người, chiếm 99,08% toàn bộ người La Hủ ở Việt Nam) |
| Hệ Hán-Tạng    | Tạng-Miến  | Lô Lô            | Mùn Di, Ô Man, Lu Lọc Màn, Di, Qua La, La La, Ma Di       | 0,01%            | 4.827      | Cao Bằng (2.861 người, chiếm 59,27% toàn bộ người Lô Lô ở Việt Nam), Hà Giang (1.707 người) |
| Hệ Hán-Tạng    | Tạng-Miến  | Cống             | Xắm Khống, Mông Nhé, Xá Xeng                              | <0,005%          | 2.729      | Lai Châu (1.513 người, chiếm 55,44% toàn bộ người Cống ở Việt Nam), Điện Biên (1.145 người, chiếm 41,96% toàn bộ người Cống ở Việt Nam) |
| Hệ Hán-Tạng    | Tạng-Miến  | Si La            | Cú Đề Xừ                                                  | <0,005%          | 909        | Lai Châu (592 người, chiếm 65,13% toàn bộ người Si La ở Việt Nam), Điện Biên (243 người, chiếm 26,73% toàn bộ người Si La ở Việt Nam) |
| Khác           | Khác       | Người nước ngoài |                                                           |                  | 3.553      | |
| Khác           | Khác       | Không xác định   |                                                           |                  | 349        | |
|                |            | Tổng             | Thống kê dân số tháng 12, 2020                            |                  | 96.208.984 | |

Một số dân tộc có thể có một hoặc nhiều tên gọi, trong số đó có thể trùng nhau:
- Dân tộc Mán có thể là: Sán Chay, Dao, H'Mông, Pu Péo, Sán Dìu (Mán quần cộc, Mán váy xẻ)
- Dân tộc Xá là tên gọi chung cho các dân tộc thiểu số tại Tây Bắc trừ người Thái và người Mường
- Dân tộc Brila có thể là: Giẻ Triêng, Xơ Đăng.
- Dân tộc Thổ có thể chỉ dân tộc Tày.

## Các dân tộc chưa được xác định rõ
Đây là những dân tộc được nhắc đến trong hoạt động xã hội, tuy nhiên lại không được nêu trong danh sách 54 dân tộc tại Việt Nam.

### Các dân tộc Tây Nguyên
Người Xơ Đăng gồm nhiều nhóm có ngôn ngữ khác nhau như Hà Lăng, Mơ Nơm, Tơ Đ'rá, Xơ Đăng, Ca Dong... hiện gộp chung với tên gọi Xơ Đăng. Người Rơ Ngao hiện gộp chung với dân tộc Bahnar. Tương tự, các nhóm như Giẻ, Triêng, Lave, Bh'noong (chiếm đa số), hiện gộp chung với tên gọi Giẻ-Triêng. Người Cơ Ho gồm nhiều nhóm khác nhau như Srê, Chil, Lạt, Nộp, Dòn...

### Người Pa Kô
Người Pa Kô là tên một cộng đồng thiểu số có vùng cư trú truyền thống là Trung Việt Nam và Nam Lào. Theo nghĩa trong tiếng Tà Ôi thì "Pa" là phía, "Kô" là núi, tức là người bên núi . Tại Việt Nam người Pa Kô chủ yếu sống ở các huyện Hướng Hóa, Đakrông tỉnh Quảng Trị, và A Lưới tỉnh Thừa Thiên Huế . Theo Ethnologue tiếng Pa Kô là một ngôn ngữ riêng biệt tuy cũng có quan hệ gần với người Tà Ôi, và tại Lào thì người Pa Kô và Tà Ôi là hai dân tộc riêng biệt .
Tuy nhiên cộng đồng Pa Kô chưa được coi là một dân tộc riêng mà đang được xếp vào dân tộc Tà Ôi trong Danh mục các dân tộc Việt Nam.

### Người Nguồn
Người Nguồn là tên gọi cộng đồng người gồm 35.000 nhân khẩu, sống ở huyện Minh Hóa, tỉnh Quảng Bình, Việt Nam. Hiện vẫn còn chưa có sự thống nhất về việc người Nguồn có phải là một sắc tộc riêng hay không. Tại Hội thảo khoa học xác định dân tộc Nguồn tổ chức ngày 19 tháng 10 năm 2004 tại Đồng Hới, Quảng Bình, có ý kiến đề nghị xếp người Nguồn vào dân tộc Mường, Thổ hoặc Chứt, và cũng có ý kiến tách người Nguồn thành một dân tộc thiểu số riêng.. Tiếng Nguồn hiện được Glottolog xếp là một ngôn ngữ riêng .

### Người Arem
Người Arem là tộc người hiện có 42 hộ với 183 người, sống ở vùng vườn quốc gia Phong Nha - Kẻ Bàng, hiện được xếp là người Chứt. Năm 1992 họ được bộ đội biên phòng phát hiện trong các hang đá và đưa về sống với cộng đồng, hiện ở xã Tân Trạch, Bố Trạch, tỉnh Quảng Bình . Họ nói tiếng Arem nhưng cũng nói được tiếng của những tộc láng giềng: gặp người Khùa họ nói tiếng Khùa, gặp người Ma Coong họ dùng tiếng Ma Coong để giao tiếp .

### Người Đan Lai
Người Đan Lai có dân số khoảng hơn 3.000 người, sống chủ yếu ở vùng núi tại các bản Co Phạt, Khe Khặng, xã Môn Sơn, tỉnh Nghệ An.
Người Đan Lai được coi là có nguồn gốc từ người Kinh, trước đây ở làng Đan Nhiệm bỏ lên núi sống do các xung đột trong xã hội. Hiện tại họ được xếp vào dân tộc Thổ.

### Người Tà Mun
Người Tà Mun là cộng đồng cỡ 3.000 người, với gần 2.000 người sống ở Tây Ninh và trên 1.000 người ở Bình Phước. Sở VHTTDL Tây Ninh đã chủ trì một đề tài khoa học là "Nghiên cứu, xác định thành phần dân tộc của người Tà Mun tại Tây Ninh", trong đó đã xác định là khoảng những năm 1945 - 1954 nhóm người Tà Mun trú ngụ ở sóc 5, xã Tân Hiệp, huyện Bình Long (nay là huyện Hớn Quản, Bình Phước) đã di cư đến Tây Ninh. Người Tà Mun theo chế độ mẫu hệ. Theo người già thuật lại thì giấy chứng nhận sắc tộc trước kia hiện còn giữ lại, đã công nhận "sắc dân Tà Mun" là "đồng bào Thượng miền Nam". Sau năm 1975, trong CMND của người Tà Mun vẫn được ghi là dân tộc Tà Mun. Đến khi lập danh mục thành phần dân tộc Việt Nam thì người Tà Mun không còn vị thế riêng mà xếp vào nhóm dân tộc "được coi là có quan hệ gần gũi về văn hóa, ngôn ngữ trên địa bàn là người Xtiêng và Khmer". Tuy nhiên bà con người Tà Mun luôn khẳng định mình là người Tà Mun và không liên quan gì tới người Xtiêng, Khmer, hay Chơ Ro .

### Người Thủy
Người Thủy là dân tộc sinh sống chủ yếu tại Tỉnh Quý Châu, Trung Quốc, và được công nhận là một trong 56 dân tộc tại CHND Trung Hoa. Người Thủy nói tiếng Thủy, là một ngôn ngữ thuộc Ngữ hệ Tai-Kadai. Tại Việt Nam có 26 hộ với 104 khẩu người Thủy sống tại xã Hồng Quang, huyện Lâm Bình, tỉnh Tuyên Quang, tuy nhiên họ không được công nhận chính thức là một dân tộc thiểu số.
Những năm trước đây các giấy tờ cá nhân như Chứng minh nhân dân đã ghi mục "Dân tộc" là "Thủy" (bản CMND năm 2006). Tuy nhiên "bắt đầu từ năm 2016 công an tỉnh Tuyên Quang dừng cấp chứng minh nhân dân cho tộc người Thủy" và việc này gây rắc rối cho hoạt động của họ.

### Người Xạ Phang
Người Xạ Phang hay Hạ Phương là một cộng đồng dân tộc có dân số hơn 2.000 người, di trú từ Trung Quốc vào đầu thập niên 60 thế kỷ 20. Họ có cùng nguồn gốc với dân tộc Hoa và sử dụng tiếng Hoa là ngôn ngữ chính, tuy nhiên trang phục, tập tục có nét giống với người H'Mông và người Lô Lô. Họ sinh sống rải rác ở các xã, huyện biên giới Nậm Pồ, Mường Chà, Mường Nhé, Tủa Chùa của tỉnh Điện Biên.

### Người Pú Nả
Người Pú Nả còn có tên gọi khác như Củi Chu, Pố Y, Sa Quý Châu... sinh sống ở xã San Thàng, thị xã Lai Châu.
Người Pú Nả hiện được xếp vào dân tộc Giáy, và có văn hóa giống người Giáy ở Lào Cai nhưng nói tiếng Pú Nả mà người Giáy không nghe được. Họ có nguồn gốc từ tỉnh Quý Châu (Trung Quốc) di cư về Việt Nam cách đây từ 150 - 200 năm.

### Người Ngái, Đản, Hoa Nùng
Người Ngái hiện được xếp là một dân tộc sinh sống tại Việt Nam, tuy nhiên các dân tộc được xếp vào người Ngái tồn tại rất nhiều khác biệt về nguồn gốc, ngôn ngữ.
Tiếng nói của người Ngái là tiếng Ngái, một ngôn ngữ thuộc ngữ hệ H'Mông-Miền. Tuy nhiên, nhiều cộng đồng có nguồn gốc từ người Khách Gia, người Nùng, người Hoa (như người Hoa Nùng tại Đồng Nai) cũng được xếp vào nhóm dân tộc Ngái.
Ngoài ra còn có thiểu số người Đản Gia là một dân tộc sống trên sông nước tại miền Nam Trung Quốc, tại Việt Nam họ cũng được xếp vào dân tộc Ngái. 

### Người En
Người En nói tiếng Nùng Vẻn hay còn gọi là tiếng En gồm 200 người sinh sống tại xóm Cả Tiểng, xã Nội Thôn, huyện Hà Quảng, Cao Bằng. Năm 1998, tiếng Nùng Vẻn được các nhà nghiên cứu đã xác định tiếng En là một ngôn ngữ thuộc nhóm Bố Ương, không phải nhóm Tày-Nùng.

### Người Mơ Piu
Tiếng Mơ Piu là một ngôn ngữ H'mông chưa được phân loại được nói ở làng Nậm Tu Thượng, xã Nậm Xé, mạn tây huyện Văn Bàn, tỉnh Lào Cai. Nó được ghi nhận lần đầu tiên vào năm 2009 bởi một nhóm các nhà ngôn ngữ học Pháp, tiếng Mơ Piu rất khác biệt so với các ngôn ngữ H'Mông lân cận ở Việt Nam.

### Người Thu Lao
Người Thu Lao sinh sống ở huyện Mường Khương, tỉnh Lào Cai, hiện được xếp vào dân tộc Tày. Người Thu Lao nói tiếng Thu Lao thuộc ngữ chi Tráng Đại và có bản sắc văn hóa riêng. Cư dân Thu lao đặt chân đến mảnh đất Lào Cai từ thế kỷ 17 – 18. Nơi đầu tiên họ cư trú là xã Tả Gia Khâu, huyện Mường Khương. Sau đó, do thiếu nguồn nước và đất canh tác, họ chuyển dần sang địa phận xã Thảo Chư Phìn và Bản Mộ huyện Si Ma Cai và xã Mường Khương, xã Thanh Bình của huyện Mường Khương và định cư cho đến ngày nay.

### Người Pa Dí
Người Pa Dí sinh sống chủ yếu ở Mường Khương tỉnh Lào Cai với dân số khoảng 2.000 người. Hiện được coi là dân tộc Tày.

## Phân bố lãnh thổ
Người Việt/Kinh là dân tộc đa số, sinh sống trên khắp các vùng lãnh thổ nhưng chủ yếu ở vùng đồng bằng, các hải đảo và tại các khu đô thị.
Hầu hết các nhóm dân tộc thiểu số (trừ người Hoa, người Khmer, người Chăm) sinh sống tại các vùng trung du và miền núi. Trong đó các dân tộc thuộc nhóm Hán-Tạng (trừ người Hoa), Tai-Kadai và Hmong-Dao phân bố chủ yếu ở Miền Bắc. Nhóm Nam Đảo chỉ sinh sống ở Nam Trung Bộ, Tây Nguyên và Nam Bộ. Riêng nhóm Nam Á phân bố trải dài trên toàn bộ lãnh thổ Việt Nam. 
- Các nhóm dân tộc nói các ngôn ngữ thuộc các ngữ chi phía Bắc của ngữ hệ Nam Á, gồm ngữ chi Khơ Mú (Khơ Mú, Ơ Đu, Xinh Mun), ngữ chi Palaung (Kháng), và ngữ chi Mảng (Mảng), sinh sống chủ yếu ở các tỉnh Tây Bắc (Sơn La, Điện Biên, Lai Châu và Yên Bái) và vùng cực Tây Nghệ An. Trong đó nhóm Khơ Mú luôn sinh sống về phía Tây của nhóm Việt-Mường, trong khi 2 nhóm còn lại thì sinh sống ở phía Bắc nhóm Việt-Mường. Cả ba nhóm đều sống xen kẽ với các nhóm người Thái, Hmong, Dao...và nhiều sắc tộc khác.
- Các dân tộc nói ngôn ngữ thuộc ngữ chi Việt-Mường của ngữ hệ Nam Á như Mường, Thổ và Chứt sống tại vùng trung du và miền núi các tỉnh từ Phú Thọ đến Bắc Quảng Bình. Trong đó người Mường chủ yếu sinh sống trên các vùng đồi núi phía Tây đồng bằng sông Hồng và sông Mã, tập trung đông nhất ở Hòa Bình và Thanh Hóa, người Thổ sinh sống chủ yếu ở phía Nam Thanh Hóa và miền Tây Nghệ An, người Chứt cư trú chủ yếu tại khu vực phía Bắc Quảng Bình và một vài xã phía Tây Nam Hà Tĩnh.
- Các dân tộc nói các ngôn ngữ thuộc ngữ chi Katu của ngữ hệ Nam Á như Bru-Vân Kiều, Cơ Tu, Tà Ôi sinh sống tại vùng miền núi các tỉnh Trung Trung Bộ từ Quảng Bình cho tới Quảng Nam, nằm về phía Nam địa bàn cư trú của nhóm Việt-Mường.
- Còn các dân tộc nói các ngôn ngữ thuộc ngữ chi Bahnar của ngữ hệ Nam Á thì sinh sống tại Tây Nguyên và vùng miền núi, trung du các tỉnh Nam Trung Bộ và Đông Nam Bộ, về phía Nam của nhóm Katu. Địa bàn sinh sống của các dân tộc thuộc nhóm này đôi khi xen kẽ với các dân tộc thuộc nhóm Nam Đảo.
- Nhánh cực Nam của ngữ hệ Nam Á tại Việt Nam là người Khmer sinh sống ở Nam Bộ, nằm về phía Tây Nam của nhóm Bahnar.
- Các nhóm nói ngôn ngữ Nam Đảo sinh sống tập trung tại các tỉnh Nam Trung Bộ và Tây Nguyên, riêng một bộ phận người Chăm Islam sinh sống tại Nam Bộ. Các dân tộc Nam Đảo được cho là đã di cư đến Việt Nam vào khoảng thế kỷ II TCN[24]. Trong các dân tộc này, người Chăm sinh sống ở đồng bằng ven biển miền Trung, các dân tộc khác sống rải rác dọc theo dãy Trường Sơn.
- Người Thái định cư ở bờ phải sông Hồng (Sơn La, Lai Châu, Điện Biên), người Tày sống ở bờ trái sông Hồng (Cao Bằng, Bắc Kạn, Thái Nguyên), người Nùng sống ở Lạng Sơn, Cao Bằng.

Các nhóm dân tộc thiểu số khác không có các lãnh thổ riêng biệt; nhiều nhóm sống hòa trộn với nhau. Một số nhóm dân tộc này đã di cư tới miền Bắc và Bắc Trung bộ Việt Nam trong các thời gian khác nhau: người Thái đến Việt Nam trong khoảng từ thế kỷ VII đến thế kỷ XIII; người Hà Nhì, Lô Lô đến vào thế kỷ X; người Dao vào thế kỷ XI; các dân tộc H'Mông, Cao Lan, Sán Chỉ, và Giáy di cư đến Việt Nam từ khoảng 300 năm trước.
Hiện nay do hệ quả của các làn sóng di cư mới, nhiều người Kinh đã lên sinh sống tại các tỉnh miền núi, trong đó các tỉnh Tây Nguyên đã có đa số dân cư là người Kinh. Nhiều dân tộc thiểu số sinh sống tại các tỉnh phía Bắc như Tày, Nùng, Mường, Hmông... cũng di cư với số lượng lớn vào các tỉnh Tây Nguyên, Đông Nam Bộ và Nam Trung Bộ.

## Chế độ gia đình
Ngoài ngôn ngữ và văn hóa, các dân tộc ở Việt Nam còn được phân loại dựa trên mô hình gia đình. Có 3 nhóm chế độ gia đình chính ở Việt Nam là :
- Phụ hệ: Con lấy theo họ bố và được xem là thuộc về gia đình bên phía bố. Vợ chồng sau khi cưới thì về sống bên nhà chồng và người vợ trở thành 1 thành viên của gia đình chồng. Người đàn ông là chủ của gia đình và có toàn quyền quyết định trong các vấn đề quan trọng. Tài sản thừa kế được để lại cho các con trai và con trai trưởng được ưu tiên.
- Mẫu hệ: Con lấy theo họ mẹ và được xem là thuộc về gia đình bên phía mẹ. Vợ chồng sau khi cưới thì về sống bên nhà vợ và người chồng trở thành 1 thành viên của gia đình vợ. Người phụ nữ là chủ của gia đình, nhưng quyền quyết định các vấn đề quan trọng có thể vẫn phụ thuộc vào người chồng hoặc các họ hàng nam giới bên dòng họ mẹ. Tài sản thừa kế được để lại cho các con gái.
- Không phân biệt tử hệ (đôi khi được hiểu là Song hệ nhưng quy định về các thuật ngữ trên trong tiếng Việt vẫn chưa được thống nhất): Không có họ hoặc có cách tính họ khác với 2 cách trên, con cái được xem là thuộc về cả dòng bên mẹ lẫn bên bố. Vợ chồng tự quyết định sống bên phía vợ hoặc phía chồng hoặc sống riêng tùy theo tính thuận tiện và điều kiện kinh tế. Quyền quyết định các vấn đề của gia đình phụ thuộc vào cả vợ lẫn chồng. Tài sản thừa kế được dành cho cả con trai lẫn con gái hoặc có các quy tắc thừa kế riêng.[25]

Trong cộng đồng các dân tộc ở Việt Nam:
- Các dân tộc thuộc các nhóm Hán-Tạng, Tày-Thái, Kadai và Hmông-Dao đều theo chế độ Phụ hệ.
- Ngoại trừ cộng đồng Chăm Islam ở Nam Bộ theo chế độ phụ hệ do chịu ảnh hưởng bởi Hồi giáo chính thống, các dân tộc thuộc nhóm Nam Đảo (gồm cả các nhóm Chăm theo Bà La Môn và Bàni) đều theo chế độ Mẫu hệ.
- Riêng nhóm Nam Á có sự khác biệt lớn giữa các ngữ chi.
  - Các nhóm thuộc các ngữ chi ở phía Bắc như Kháng, Mảng, Khmuic (Khơ Mú, Ơ Đu, Xinh Mun), Việt-Mường và Katuic (Bru-Vân Kiều, Cơ Tu, Tà Ôi) có truyền thống theo chế độ Phụ hệ khá lâu đời. Một vài dân tộc thuộc ngữ chi Bahnar nhưng sinh sống ở Đông Nam Bộ như Mạ, Xtiêng cũng đã chuyển sang Phụ hệ.
  - Các nhóm thuộc ngữ chi Bahnar ở Nam Tây Nguyên như Mnông, K'ho theo chế độ Mẫu hệ như các nhóm Nam Đảo láng giềng.
  - Người Khmer, Chơ ro và các dân tộc thuộc ngữ chi Bahnar ở Bắc Tây Nguyên có truyền thống theo chế độ Không phân biệt tử hệ.

Hiện nay nhiều nét của chế độ Không phân biệt tử hệ cũng dần phổ biến ở người Kinh và một số dân tộc thiểu số khác do hệ quả của các phong trào tuyên truyền và vận động đòi quyền Bình đẳng giới. Các quy định của pháp luật về thừa kế cũng được biên soạn trên cơ sở không phân biệt giới tính giữa các con.

## Biến động

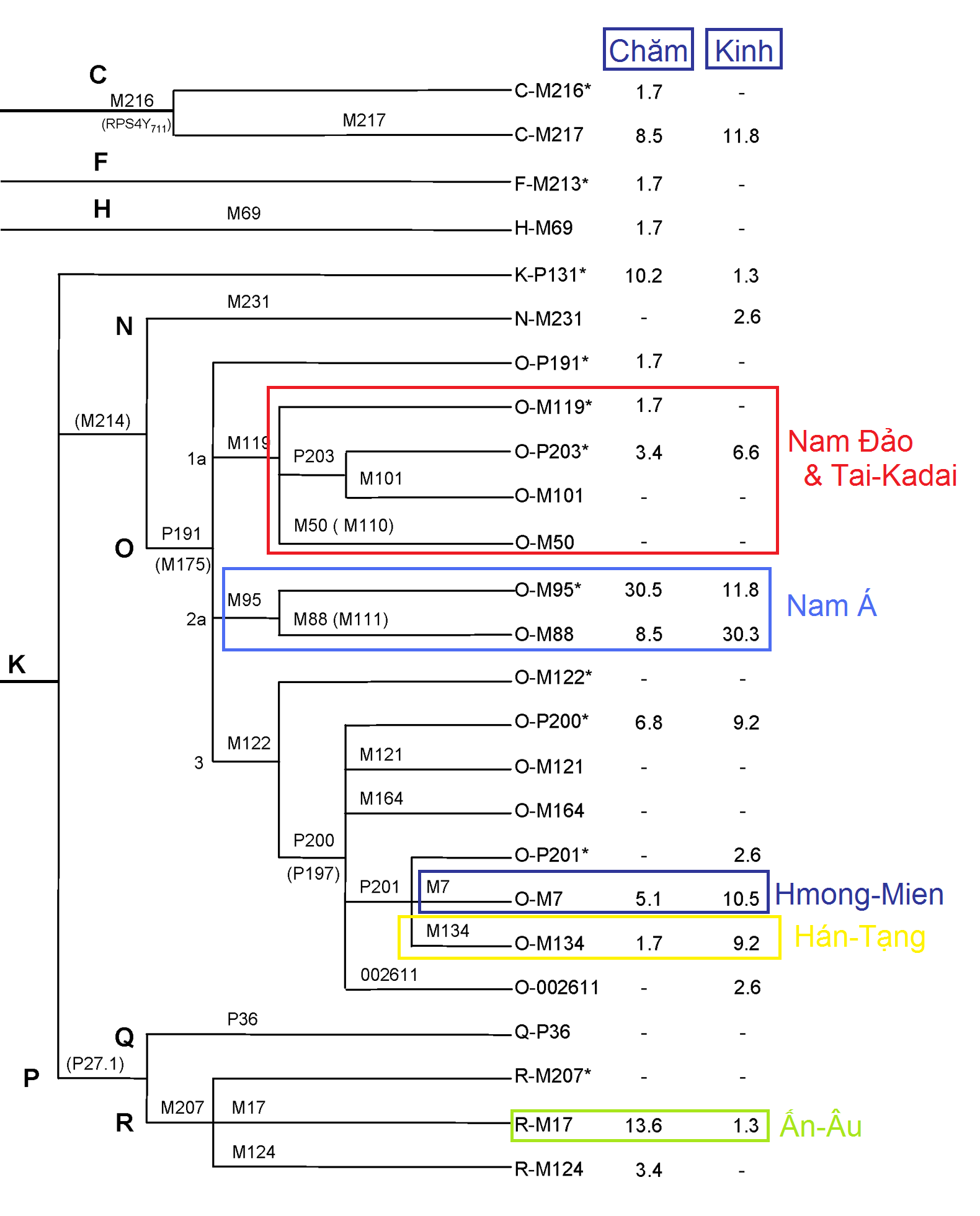

Do quá trình di cư và đồng hóa diễn ra liên tục trong lịch sử, hầu hết các dân tộc Việt Nam đều không thuần chủng. Trong một công trình nghiên cứu kết quả phân tích DNA trên nhiễm sắc thể Y của nam giới thuộc 2 nhóm dân tộc Kinh Việt Nam và Chăm cho thấy :
- Khoảng 40% nam giới Kinh và Chăm thuộc về nhóm O2a-M95, là nhóm Haplogroup đặc trưng cho ngữ hệ Nam Á, trong đó dòng con O2a1-OM88 chiếm tỷ lệ cao (30%) ở người Kinh nhưng chỉ chiếm 8.5% ở nhóm Chăm.
- 6.58% nam giới Kinh và 5.08% nam giới Chăm thuộc về nhóm haplogroup O1a-M119, là nhóm đặc trưng của ngữ hệ Nam Đảo và Tai-Kradai, tuy rằng tiếng Chăm thuộc ngữ hệ Nam Đảo. Điều này chỉ ra rằng ban đầu đa số tổ tiên người Chăm sử dụng các ngôn ngữ Nam Á sau đó mới chuyển dần sang sử dụng tiếng Chăm Nam Đảo do quá trình đồng hóa ngôn ngữ.
- Happlogroup O3-M134 của ngữ hệ Hán-Tạng chiếm 9.2% nam giới Kinh nhưng chỉ chiếm 1.7% nam giới Chăm.
- Do mối quan hệ thương mại lâu đời giữa Ấn Độ và Chămpa và hệ quả của thời Pháp thuộc, 13.6% nam giới Chăm và 1% nam giới Kinh mang haplogroup R-M17 của ngữ hệ Ấn-Âu.
- Các haplogroup thuộc các nhóm bên ngoài Nam Á, Hán-Tạng, Nam Đảo, Tai-Kadai như : 
  - O3-M17 - đặc trưng cho ngữ hệ Hmong-Mien nhưng cũng có tỉ lệ cao trong nhánh Môn-Khmer của ngữ hệ Nam Á.
  - O3-M200* - vốn chiếm tỷ lệ cao trong các nhóm thổ dân Negrito ở Phillipines.
  - C-M126 - được tìm thấy với tỷ lệ cao ở người Mông Cổ, thổ dân châu Mỹ và châu Úc nhưng cũng được tìm thấy với tỉ lệ đáng kể ở khu vực Đông Nam Á.
  - K-P131* - tìm thấy với tỷ lệ lớn với mức đa dạng cao ở thổ dân Úc.
  - N-231 - chiếm tỷ lệ cao ở nhóm ngôn ngữ Ural cũng được tìm thấy với tỷ lệ đáng kể trong các mẫu nhiễm sắc thể Y của nam giới Kinh và Chăm cho thấy bức tranh di truyền vô đa dạng của lịch sử di cư và hình thành các dân tộc tại Việt Nam.